# اشچیانیک
اشچیانیک (به لاتین: Trzcianiec) یک منطقهٔ مسکونی در لهستان است که در Gmina Ustrzyki Dolne واقع شده‌است.

## خصوصیات
اشچیانیک ۲۲۰ نفر جمعیت دارد.